# Ямковский, Александр Моисеевич
Александр Моисеевич Ямковский (1828—1885) — русский коллекционер; член Императорского Одесского общества истории и древностей.

## Биография
Александр Ямковский родился в 1828 году. По окончании курса наук в Константиновском военном училище Ямковский посвятил себя военной службе, приняв участие в Крымской войне и Русско-турецкой войне 1877—1878 гг.; в эту последнюю кампанию он был ранен при взятии крепости Никополь, командуя 3-й батарей 5-й артиллерийской бригады. За отличие при атаке Плевны он удостоился наград: золотой сабли «За храбрость» и Святой Анны и Святого Владимира. 
С 1880 года, числясь по артиллерии, А. М. Ямковский поселился в Одессе, а затем в 1883 году переехал в город Кишинёв, где и провёл последние дни своей жизни. 
Александр Моисеевич Ямковский обладал большими и многосторонними знаниями; главной целью его занятий было изучение классической археологии и, в частности, нумизматики. Кроме небольшой коллекции гравюр и старинных грамот, у А. Ямковского была богатейшая коллекция монет и медалей, стоившая ему немалых трудов и денег; она обращала на себя внимание всех любителей древностей и могла служить украшением любого минц-кабинета. 
К сожалению, неожиданная смерть не позволила ему передать свою коллекцию Одесскому музеуму, как он это собирался сделать; Александр Моисеевич Ямковский умер 20 декабря 1885 года в Кишинёве.